# Pavel Jelínek (zootechnik)
Pavel Jelínek (23. února 1945 Lesní Hluboké – 11. listopadu 2011 Brno) byl český zootechnik, v letech 1994 až 2000 rektor Mendelovy zemědělské a lesnické univerzity v Brně.

## Život
Narodil se v únoru 1945 v Lesní Hluboké. V mládí absolvoval Střední zemědělsko-technickou školu v Mikulově. Poté v roce 1969 absolvoval Veterinární fakultu Vysoké školy zemědělské v Brně a získal titul doktora veterinární medicíny. Téhož roku začal pracovat na Vysoké školy zemědělské v Brně. V roce 1975 získal inženýrský titul v zootechnickém oboru, v roce 1978 se stal kandidátem věd, v roce 1980 se pak habilitoval v oboru speciální zootechnika.
V letech 1986 až 1991 působil jako proděkan fakulty, než se v roce 1991 stal prorektorem Vysoké školy zemědělské v Brně. V roce 1994 se stal rektorem této školy (nahradil Borise Hrušku), přičemž za jeho působení se univerzita přejmenovala na Mendelovu zemědělskou a lesnickou univerzitu v Brně. Ve funkci rektora setrval po dvě volební období do roku 2000, kdy jej ve funkci vystřídal Stanislav Procházka. Poté však ještě v letech 2000 až 2003 opět působil jako prorektor Mendelovy univerzity.
Ve volném čase působil jako myslivec a muzikant. Pavel Jelínek zemřel v listopadu 2011 ve věku 66 let. Pohřben byl na Líšeňském hřbitově v Brně-Líšni.